# 田辺市立歴史民俗資料館
田辺市立歴史民俗資料館（たなべしりつ れきしみんぞくしりょうかん）は、和歌山県田辺市にある公設の博物館。
以前は田辺市下屋敷町120－3に所在したが、田辺市立図書館の移転に合わせて閉館し、田辺市文化交流センター(たなべる)の2階に2012年12月1日に再開館。

## 概要
田辺で最も古い高山寺貝塚（国の史跡）、岩陰遺跡、熊野信仰の那智参詣曼荼羅の絵解き、熊野本宮大社を描いた国宝「一遍聖絵」（複製）、第二次世界大戦後引揚者などに関する資料を展示している。場所は、田辺市立文化交流センター『たなべる』の中で、田辺市立図書館と同じ建物にある。

## 施設
- 常設展示室
- 企画展示室
- 会議室

## 利用情報
- 開館時間： 9時 - 16時30分
- 休館日：月　祝日の翌日
- 入館無料

## 交通アクセス
- 和歌山線 紀伊田辺駅から、徒歩15分　レンタサイクルで5分

## 周辺
- 田辺市立図書館
- 田辺市立美術館
- 南方熊楠旧邸（南方熊楠顕彰館）
- 闘鶏神社